# 艾溪湖东站
艾溪湖东站位于中华人民共和国江西省南昌市青山湖区紫阳大道与创新一路交叉口，是南昌地铁1号线的地铁车站，车站于2015年12月26日和1号线一同启用。

## 车站结构
站厅在地下一层，站台在地下二层为岛式站台，原本规划为地下二层一岛一侧车站，后改动为现在的设计，艾溪湖东站是远期小交路折返站，也是和瑶湖定修段接轨站。
本站远期小交路折返站，标准段结构形式为地下两层两跨结构，局部为双柱三跨，端头出入线段部分为三柱四跨结构。
车站面积为19047㎡，深度12.91m，占地面积约20.43亩。

### 楼层
| 1层  | 地面               | 出入口                         |  |  |
| -1层 | 站厅               | 自动售票机、客服中心           |  |  |
| -2层 |                    | █ 1号线 往昌北机场（艾溪湖西） |  |  |
|      | 岛式站台，左侧开门 |                                |  |  |
|      |                    | █ 1号线 往麻丘（太子殿）       |  |  |

### 出入口
本站共开放4个出入口。
| 编号                   | 指示         | 图片 | 建议前往的目的地                                                                  |
| ---------------------- | ------------ | ---- | --------------------------------------------------------------------------------- |
| 出口 · 1L              | 紫阳大道南侧 |      | 巅峰·蔡虎广场、雅言人艺术街区、创新一路、春秋创新园、创新二路江西现代职业技术学院 |
| 出口 · 2L              | 紫阳大道北侧 |      | 创新一路、紫阳明珠、绿地集团写字楼、绿地·新都会、创新二路                         |
| 出口 · 3L · 升降机标志 | 紫阳大道北侧 |      | 绿地紫峰大厦、清华东岸、方大二路、云中城、长宁路、方大上上城                      |
| 出口 · 4L              | 紫阳大道南侧 |      | 创新一路、泰豪科技广场、蓝光雍锦半岛                                              |
| 註： 設有              |              |      |                                                                                   |

## 历史
- 2009年6月2日《南昌市轨道交通1号线一期工程环境影响报告书（简本）》中本站名为紫阳大道站位于创新一路与创新二路之间的紫阳大道下[10][11]。
- 2010年8月30日的1号线一期24个站点暂用名定为紫阳大道站，设于紫阳大道与创新一路交叉口[2]。
- 2010年12月15日确定将改为艾溪湖东站[12]。
- 2012年12月20日艾溪湖东站主体封顶[13]。
- 2014年4月艾溪湖东站—定修井区间双线贯通，标段内所有隧道工程完成[14][15]
- 2015年12月26日随1号线一期一同启用。